# Измайлова, Галия Баязитовна
Галия́ Баязи́товна Изма́йлова (тат. Галия Баязит кызы Измайлова, Galiya Bayazit qızı Izmaylova, узб. Izmaylova Galiya Bayazitovna; 1923, Томск — 2010, Ташкент) — советская и узбекская балерина, танцовщица, балетмейстер, хореограф, педагог. Народная артистка СССР (1962). Лауреат Сталинской премии II степени (1950).

## Биография
Галия Измайлова родилась 12 февраля 1923 года (по другим источникам — 12 декабря) в Томске, в татарской семье.
В 1931 году, после смерти отца, уехала в Ташкент вместе с матерью.
Танцевальная карьера началась в 11 лет. Участвовала в конкурсе любителей танца, когда её заметили профессионалы и пригласили в только что открывшуюся школу балета.
В 1935—1941 годах училась в Узбекской республиканской балетной школе (ныне Ташкентская государственная высшая школа национального танца и хореографии).
С 1941 года — балерина Узбекского театра оперы и балета (ныне Большой театр имени Алишера Навои) в Ташкенте. Была прима-балериной, исполняла главные партии. Всего на её счету 45 ролей.
В 1947 году на Всемирном фестивале молодежи и студентов в Праге получила первую премию за исполнение узбекского (бухарского) танца под названием «Занг».
Гастролировала по многим городам СССР и за рубежом (в 35 странах мира, в том числе Китай, Германия, Румыния, Франция, Англия, Ливан, Сирия, Норвегия, Индия, Бирма, США).
Была известна в мире как исполнительница народных узбекских танцев, а также народных танцев восточных стран. В репертуаре хорезмские, бухарские, памирские, ферганские, китайские, индийские, арабские, корейские и другие танцы.
В 1958 году окончила режиссёрский факультет Ташкентского театрально-художественного института им. А. Островского (ныне Государственный институт искусств и культуры Узбекистана) и начала балетмейстерскую деятельность.
С 1977 по 1985 год — главный балетмейстер, с 1985 — балетмейстер Государственного Академического Большого Театра оперы и балета им. А. Навои. Поставила 30 спектаклей как балетмейстер.
Воспитала десятки талантливых учеников, обучала их секретам танцевального искусства.
Депутат Верховного Совета Узбекской ССР 6-7 созывов.
Умерла 2 октября 2010 года в Ташкенте на 88-м году жизни. Похоронена на Чигатайском кладбище.

### Семья
- Сын — Джалал Эд-Дин

## Награды и звания
- Народная артистка Узбекской ССР (1951)
- Заслуженная артистка Узбекской ССР (1950)[8]
- Народная артистка СССР (1962)
- Сталинская премия II степени (1950) — за исполнение узбекских танцев
- Государственная премия Узбекской ССР имени Хамзы (1970)[9]
- Два ордена Ленина (1951[10] и 1959)
- Орден «Знак Почёта»
- Орден «Мехнат шухрати» (Узбекистан, 2003)[11]
- Орден «Дустлик» (Узбекистан) (1998)
- Медаль «Шухрат» (Узбекистан) (1997)[12]

## Творчество

### Балетные партии
- 1943 — «Ак-Биляк» С. Н. Василенко — Семург
- 1945 — «Спящая красавица» П. И. Чайковского — Аврора
- 1945 — «Бахчисарайский фонтан» Б. В. Асафьева — Мария, Зарема
- 1947 — «Коппелия» Л. Делиба — Сванильда
- 1948 — «Дон Кихот» Л. Минкуса — Китри
- 1949 — «Красный мак» Р. М. Глиэра — Тао Хоа
- 1949, 1957 — «Лебединое озеро» П. И. Чайковского — Одетта-Одиллия
- 1952 — «Эсмеральда» Ц. Пуни — Эсмеральда
- 1952 — «Балерина» Г. А. Мушеля — Гульнара
- 1953 — «Берег счастья» А. Э. Спадавеккиа — Наташа
- 1957 — «Жизель» А. Адана — Жизель
- 1958 — «Маскарад» Л. А. Лапутина — Нина
- 1960 — «Шехерезада» на музыку Н. А. Римского-Корсакова — Шехерезада
- 1960 — «Болеро» М. Равеля — Кармен
- 1964 — «Дон Жуан» Л. В. Фейгина — Хуанита
- 1967 — «Сорок девушек» Л. В. Фейгина — Гулиам
- 1968 — «Лейли и Меджнун» И. И. Акбарова — Лейли
- 1969 — «Амулет любви» М. Ашрафи — Чундари
- 1973 — «Кармен-сюита» на музыку Ж. Бизе — Кармен
- «Спартак» А. И. Хачатуряна — Эгина

### Постановки
- 1957 — «Лебединое озеро» П. И. Чайковского (совм. с Г. Завьяловым)
- 1959 — «Мечта» И. И. Акбарова (совм. с Г. Завьяловым)
- 1960 — «Шехерезада» на музыку Н. А. Римского-Корсакова (совм. с Г. Завьяловым)
- 1960 — «Штраусиана» на музыку И. Штрауса (совм. с Г. Завьяловым)
- 1960 — «Болеро» М. Равеля (совм. с Г. Завьяловым)
- 1961 — «Кашмирская легенда» Г. А. Мушеля
- 1968 — «Лейли и Меджнун» И. И. Акбарова
- 1969 — «Амулет любви» М. Ашрафи (совм. с А. Л. Андреевым)
- 1979 — «Легенда о любви» А. Д. Меликова
- «Дон Кихот» Л. Минкуса
- «Кармен» Ж. Бизе
- «Корсар» на музыку А. Адана, Лео Делиба, Р. Дриго, Ц. Пуни
- «Раймонда» А. К. Глазунова
- «Эсмеральда» Ц. Пуни
- «Бахчисарайский фонтан» Б. В. Асафьева
- «Бахор» (танцевальная сюита) на музыку Т. С. Садыкова

В качестве балетмейстера поставила танцы для опер «Дилором» М. А. Ашрафи (1958), Князь Игорь А. П. Бородина, «Пиковая дама» и «Евгений Онегин» П. И. Чайковского, «Самсон и Далила» К. Сен-Санса, «Фауст» Ш. Гуно, «Омар Хайям» М. Бафоева, «Лейли и Меджнун» Р. М. Глиэра и Т. С. Садыкова, «Зебуннисо» С. Джалиля и других спектаклей, десятки танцевальных миниатюр и народных танцев, в том числе национальные танцы «Муножот», «Тановар», «Дилхирож».

### Фильмография
- 1958 — Королева Бельгии Елизавета в Советском Союзе (документальный)
- 1958 — Очарован тобой — эпизод
- 1959 — В этот праздничный вечер
- 1964 — Где ты, моя Зульфия? — исполнение танцев
- 1972 — Восточное сказание — исполнение танца
- 1984 — И ещё одна ночь Шахерезады… — эпизод
- 1986 — Новые сказки Шахерезады — эпизод
- 1987 — Последняя ночь Шахерезады — эпизод
- 2004 — Не оставляй меня одну… — эпизод